# دان بينيا
دان بينيا (بالإنجليزية: Daniel S. Peña, Sr.)‏ هو خبير مالي أمريكي، ولد في 10 أغسطس 1945 في جاكسونفيل في الولايات المتحدة.

## وصلات خارجية
- الموقع الرسمي